# Presepada
"Presepada" é uma canção da cantora e compositora brasileira Marília Mendonça e da dupla Maiara & Maraisa, lançada em outubro de 2021 pela gravadora Som Livre como parte do álbum Patroas 35%.

## Composição
"Todo Mundo Menos Você" e "Presepada" são as únicas faixas autorais de Patroas 35%. A canção foi escrita por Mendonça e Maraisa e seu momento de composição chegou a ser divulgada por Maiara nas redes sociais em novembro. No vídeo, Marília canta a letra enquanto Maraisa toca a canção no violão. O refrão ainda estava em construção.
Em dezembro de 2021, Maraisa afirmou que ela e Marília escreveram "Presepada" sobre o relacionamento conturbado de Maiara com Fernando Zor. A letra aborda uma crítica a um homem que não quer levar a sério um relacionamento.

## Gravação
A canção foi gravada em 24 de julho de 2021, em Goiânia, durante uma live chamada As Patroas. A apresentação atingiu o pico de 400 mil visualizações simultâneas.

## Lançamento e recepção
"Presepada" foi lançada como parte do do álbum Patroas 35% em outubro de 2021, com videoclipe lançado uma semana depois.
A canção foi a última composição de Marília Mendonça a ser gravada e lançada pela cantora em vida. Quando Marília Mendonça morreu em novembro de 2021, a música atingiu o pico de 36ª posição no Spotify Brasil.